# Elisabeth Fabritius
Elisabeth Fabritius (født 2. juni 1945 på Frederiksberg) er en dansk kunsthistoriker, som hovedsageligt forsker i Skagensmalerne.
Hun er datter af historikeren og genealogen Albert Fabritius og Karen Fabritius, født Haarløv. Fabritius blev uddannet mag.art. i kunsthistorie i 1974 fra Københavns Universitet med speciale i nyklassicistisk arkitektur. 
I 1981-97 var hun projekt- og arkivleder for udgivelsen af 4. udgave af Weilbachs Kunstnerleksikon og fra 1989 videnskabelig redaktør på værket. Resultatet blev grundlaget for 4. udgave af leksikonet, der udkom i 1994-2000. Hun har desuden forfattet en række af leksikonets opslag og bidraget til Dansk Kvindebiografisk Leksikon og Den store danske encyklopædi.
Hun er tidligere bestyrelsesmedlem i Helga Anchers Fond og ledede frem til 2015 museet Anchers Hus i Skagen. Siden 2005 domicileret seniorforsker på Det Kongelige Bibliotek. Hun har kurateret en række udstillinger om Skagensmalerne.

## Primære udgivelser
- Michael Anchers ungdom 1865-1880, Herning: Helga Anchers Fond og Poul Kristensens Forlag 1992.
- Skagensmaleren Michael Ancher 1849-9.juni-1999, Skagen 1999 (katalog).
- (s.m. Erland Porsmose), Skagen og Kerteminde, to kunstnerkolonier, Natur og menneske tolket i skitser og malerier, Helga Anchers Fond og Johannes Larsen Museet 2004.
- P.S. Krøyers Hip, hip, hurra! – et kunstnergilde, København: Forlaget Vandkunsten 2005.
- Malere på Tisvilde-egnen siden Guldalderen, Birkerød: Marie og Victor Haagen-Müllers Fond 2006.
- Anna Anchers pasteller, Forlaget Vandkunsten 2008 (eng. udg. som: Anna Ancher. The Pastels).